# Palkovice

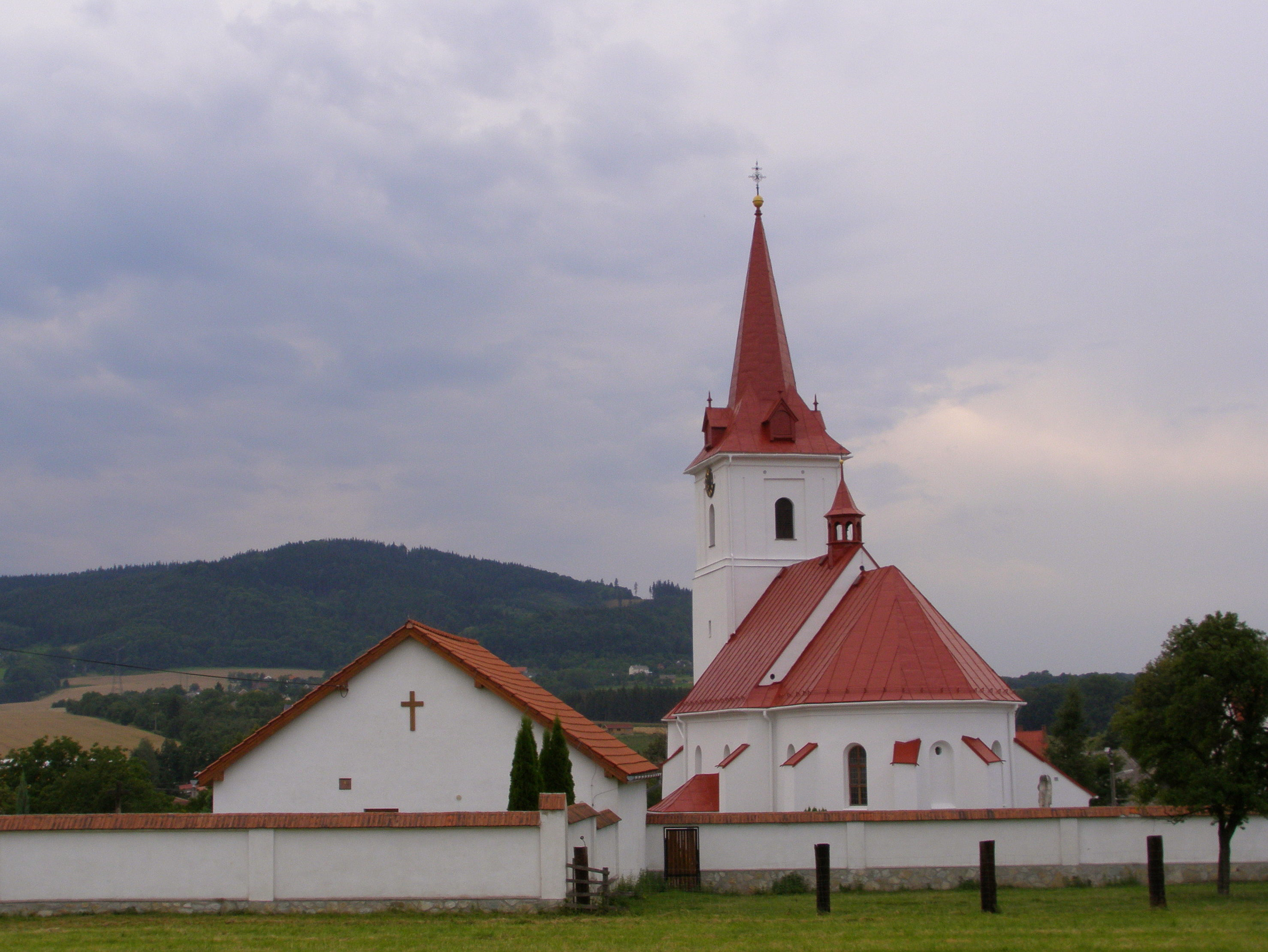
Johanneskirche in Palkovice (2008)

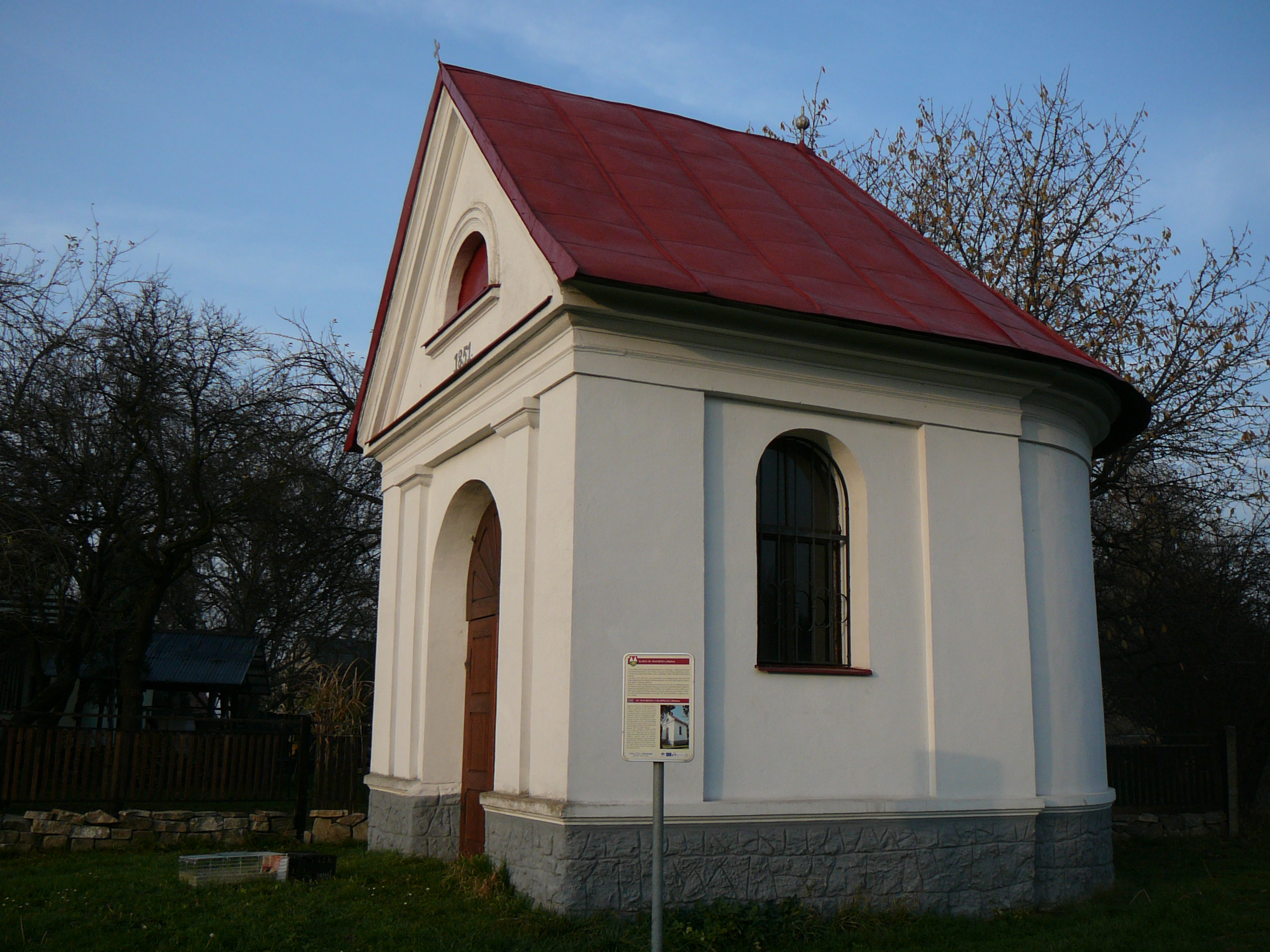
Kapelle St. Mauritius in Palkovice (2013)

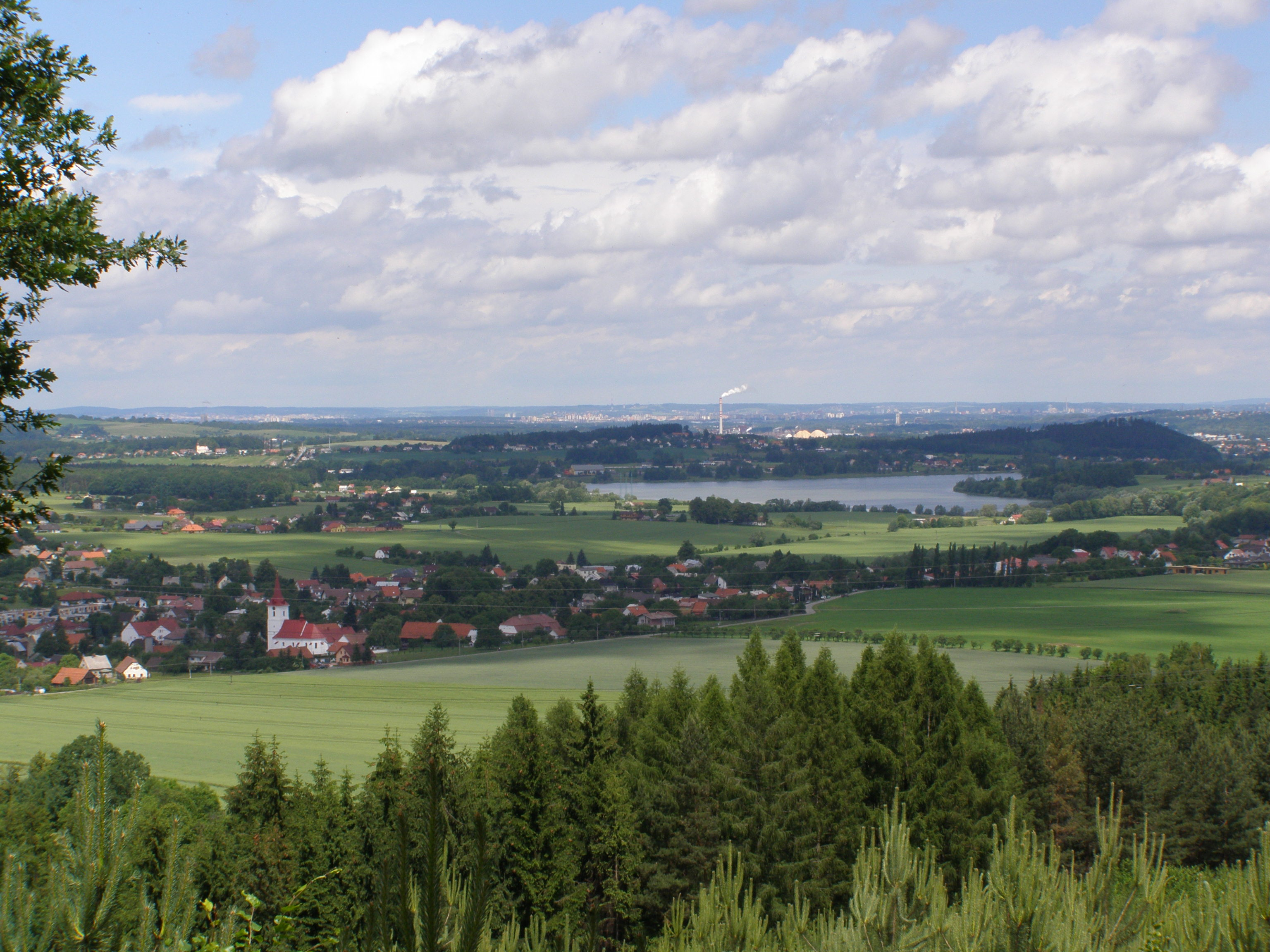
Landschaft der Gemeinde (2009)

Palkovice (deutsch Paulsdorf) ist eine Gemeinde im Okres Frýdek-Místek in Tschechien.

## Geographie
Palkovice befindet sich 8,7 Kilometer von Ostrava entfernt, zudem liegt die Gemeinde mit einer Entfernung von knapp 20 Kilometern in der Nähe der Grenzen zu Polen und zur Slowakei. Palkovice grenzt an Hukvaldy im Westen, an Frýdek-Místek im Norden, an Baška im Nordosten, an Metylovice im Südosten sowie an Kozlovice u Frýdku-Místku und Lhotka u Frýdku-Místku im Südwesten. Durch Palkovice verlaufen mehrere Landstraßen, die das Dorf an die umliegenden Gemeinden anbinden. Außerdem sind in den Ortsteilen Palkovice und Myslík mehrere Bushaltestellen vorhanden.
In Palkovice sind mehrere Flüsse anzutreffen. Einer davon ist Palkovský potok, ein Fluss der zentral durch die Gemeinde fließt. In diesen mündet auch die Olešná, die aus dem benarchbarten Lhotka entspringt. In Palkovice entspringt der Fluss Košice sowie drei weitere unbenannte kurze Gewässer, die in einen nahegelegenen See münden. Im Südwesten von Palkovice befindet sich zudem ein sehr kurzer Abschnitt der Ondřejnice. Der höchste Punkt in Palkovice ist der Hügel Kubánkov, der sich 660 Meter über dem Meeresspiegel befindet. Westlich der Gemeinde liegt der Gebirgszug Palkovické hůrky.

### Flora und Fauna
In den Wäldern von Palkovice leben Hirsche (darunter Damhirsche und Rehe), Hasen, Füchse, Dachse und Marder, selten sind auch Fasane anzutreffen. Zur Flora von Palkovice zählt der Türkenbund, die Quirlblättrige Weißwurz, der Weiße Germer, das Kleinblütige Einblatt, der Pracht-Herbst-Krokus, Orchideen, Fingerhüte, Fuchsschwanzgräser, die Färberkamille, die Bach-Kratzdistel, Johannisbeeren, Hexenkräuter, Efeu und Akeleien.

## Geschichte
1437 wurde Palkovice erstmals urkundlich erwähnt, der Ursprung des Namens ist umstritten. Im gleichen Jahr wurde der jetzige Ortsteil Myslík gegründet, allerdings erst 1564 zum ersten Mal urkundlich erwähnt.
Im 19. Jahrhundert war die Industrie von Palkovice ausschließlich von vier Mühlen und einem Sägewerk geprägt. Die Häuser wurden primär aus Holz gebaut, nur selten aber aus Stein oder Ziegeln. Die Dächer wurden nur mit Schindeln gedeckt. 1805 wurde in Palkovice erstmals ein Schulgebäude errichtet, welches in der folgenden Zeit mehrfach durch neuere Bauten ersetzt wurde. Ab 1845 gab es eine Hungersnot in Palkovice und Myslík, einige Bürger zogen deshalb nach Amerika. Im Jahr 1848, berüchtigt durch die derzeitigen Revolutionen, wurde der örtliche Feudalismus abgeschafft und es wurden erstmals Bürgermeister gewählt. 1905 wurde ein Postamt in Palkovice erbaut, seit 1922 gibt es zusätzlich zu diesem auch zwei Briefkästen.
Palkovice und Myslík waren vom Ersten Weltkrieg durchaus stark betroffen; insgesamt 90 Menschen aus den beiden Orten kamen wegen dem Krieg ums Leben. 1927 wurden die Gemeinden elektrifiziert. Am 6. Juli 1930 wurde eine Freiwillige Feuerwehr gegründet, die bis heute besteht. Am 12. Juli 1936 wurde das Feuerwehrhaus dieser eröffnet. 1931 wurde der Sportverein SK Olešná Palkovice gegründet, dieser wurde während der Zeit des Nationalsozialismus als einziger nicht aufgelöst. Diese begann in Palkovice am 15. März 1939, als das Protektorat Böhmen und Mähren gegründet wurde. Am Ende des Zweiten Weltkriegs, am 4. Mai 1945, gingen mehrere Jungs auf einen Hügel, um die immer näher kommende Ostfront zu besichtigen. Die deutschen Soldaten hielten die Gruppe allerdings für Partisanen und ermordeten sie brutal. Zu diesem Ereignis wurde ein Denkmal errichtet. Nur ein Tag später, am 5. Mai 1945, wurde Palkovice befreit, am 6. Mai 1945 folgte Myslík.
Zwischen 1948 und 1950 wurde ein Rundfunksender für Palkovice geschaffen. 1954 wurde in Palkovice die erste Klinik gegründet. Am 14. August 1957 gab es einen Sturm in Myslík, 179 Gebäude wurden beschädigt, darunter hauptsächlich Häuser, aber auch die Kapelle. Am 16. November 1958 wurde ein örtliches Kino eröffnet. 1959 folgte die Gründung von einem JZD. Im Mai 1961 wurde in Palkovice ein Supermarkt eingerichtet. 1980 schlossen sich Palkovice und Myslík zu einer Gemeinde zusammen. 1991 wurde in Palkovice eine Polizeistation errichtet, 1993 folgte die Fertigstellung eines Pflegeheims. 1995 wurde die Erstellung eines Wappens für Palkovice genehmigt.

## Ortsteile
Palkovice besteht aus dem gleichnamigen Ortskern und dem Ortsteil Myslík, welcher seit 1980 zu Palkovice gehört. Weitere kleine Siedlungen im Gemeindegebiet sind Hůrky II, Podhůří und Východní Hůrky. 

## Demographie

### Bevölkerungsentwicklung
| Jahr      | 1869 | 1880 | 1890 | 1900 | 1910 | 1921 | 1930 | 1950 | 1961 | 1970 | 1980 | 1991 | 2001 | 2011 | 2021 |
| --------- | ---- | ---- | ---- | ---- | ---- | ---- | ---- | ---- | ---- | ---- | ---- | ---- | ---- | ---- | ---- |
| Einwohner | 2560 | 2664 | 2666 | 2806 | 2964 | 2749 | 2979 | 2642 | 2818 | 2676 | 2514 | 2387 | 2600 | 3078 | 3366 |

### Bevölkerungspyramide

Stand 2011 / Auf Tschechisch beschriftet

## Sehenswürdigkeiten
Das Hauptwahrzeichen der Gemeinde ist die Johanneskirche, welche 1631 im Stil der Spätrenaissance erbaut wurde. Eine andere bedeutende Sehenswürdigkeit ist die Kapelle St. Mauritius, die 1851 im Empire-Stil errichtet wurde.

## Persönlichkeiten
- František Řezníček (1954–2007), Photograph